# 태국의 여자 가수 목록

## 가
- 란나 꼬민스
- 끄라때

## 나
- 마샤 바다나파니치
- 벨 눈티타

## 다
- 제나 데조자
- 품푸앙 두앙짠

## 라
- 반옌 라캔

## 마
- 낫 미리아

## 바
- 미셸레 보고르
- 뉴위 빠팃따

## 사
- 오라웨 수짜논
- 능티다 소폰
- 시리폰 암파이퐁

## 아
- 크리스티나 아길라르
- 타이 오라타이
- 루나 우타이완

## 자
- 마이뉴 짜로엔푸라

## 차
- 사위까 차이뎃

## 카
- 레나 크리스텐센

## 타
- 야소야 티타와시라

## 파
- 포른피몰 타마산
- 퐁시 워라누
- 펜스리 풍추리
- 진타라 푼랍

## 하
- 호네 스리이산